# Glacera de la Lex Blanche
La Glacera de la Lex Blanche es troba en el Massís del Mont Blanc en el vessant de la Vall d'Aosta.
La seva extensió fa unes 400 hectàrees. Es troba en la vall Veny (Courmayeur). Està envoltat d'importants pics: Aiguille des Glaciers (3.816 m), aiguille de la Lex Blanche (3.686 m), Aiguille de Tré-la-Tête (3.920 m), i del Petit Mont Blanc (3.424 m). Les seves característiques principals són: exposició sud-est, cota màxima 3.910 metres, cota mínima 2.200 metres.

## Topònim
A la Vall d'Aosta, un lex (pron. lé), paraula d'origen celta, indica una paret rocosa perpendicular, relliscosa, que es desprèn en capes, travessat per l'aigua o no.